# シュヴェールテ
シュヴェールテ (ドイツ語: Schwerte, ドイツ語発音: [ˈʃveː̯ɐtə])は、ドイツ連邦共和国ノルトライン＝ヴェストファーレン州アルンスベルク行政管区のウナ郡に属す市である。

## 地理

### 位置
シュヴェールテは、ドルトムントの南東、ルール地方東部のルール川沿いに位置している。市の北部を広く覆う森はアールダイ山地と呼ばれている。シュヴェールテとドルトムントとの市境はシュヴェールテの森の中である。ここにはかつて営林署で、ハイキングのゴール地点となっているフライシュッツがある。市域の東部、2001年から保護文化財となっているクラインベルク住宅地の近くに小さなゲーレンバッハ貯水池がある。クラインベルクとゲーレンバッハ貯水池は、1980年代まで稼働していたシュヴェールテ＝オスト（シュヴェールテ東）の旧鉄道修理工場に隣接する。シュヴェールテの最も東に位置する市区がガイゼックである。最も西にはヴェストホーフェン市区があり、ここからルール川の堰止め湖であるヘングスタイゼーまではわずか数 km の距離である。
地理上、シュヴェールテ市は現在の定義によればルール地方の一部に数えられる。ルール川の南に位置する2つの市区エルグステとヴィリグストはイーザーローンおよびハーゲンと境を接し、地理上はザウアーラントに分類される。

### 気候
1961年から1990年の平均年間降水量は 871 mm とかなり多く、ドイツの測候所の中で上位 1/3 に含まれる。ドイツ気象庁の測候所の 74 % がこれより低い値である。最も乾燥する月は2月、最も降水量が多いのは7月である。7月の降水量は2月の約1.7倍である。降水量の月間変動は大きくない。52 % の測候所がシュヴェールテよりも小さな変動幅を記録している。

### 市の構成
シュヴェールテの現在の市域は、1975年の市町村再編に伴い、シュヴェールテ市とヴェストホーフェン市、それにエルグステ、ガイゼッケ、ヴィリグストとヴァントホーフェンの町村が合併して形成された。隣接する町村であったホルツェンとリヒテンドルフの一部もシュヴェールテに編入された。この他に、シュヴェールテ＝オスト、ゲンゼヴィンケル、シュヴェールター・ハイデといった住宅地がある。これらは古くからシュヴェールテ市に含まれていた。

## 歴史

### 中世
シュヴェールテは、962年にヴェルデン修道院院長エンゲルベルトによって Suerte という表記で初めて文献に記録された。1096年に農村エルグステも Argeste として文献に記録されている。ヴェストホーフェンの最も古い証拠は1248年のものである。
シュヴェールテは1243年にマルク伯領となった。その120年後に初めてシュヴェールテの裁判官と市長が記録されている。マルク伯ディートリヒは1391年に貨幣鋳造権を、1397年に完全な都市権を授けた。防衛施設の堀を拡張する特権と市門での通行税を引き上げる権利は1406年に与えられた。本市は1419年にハンザ同盟に加盟した。

### 近世以後
1565年にシュヴェールター・シヒトヴェーエンが初めて記録されている。これは市内の分割された地域ごとの一種の近隣互助会であった。それぞれのシヒトはシヒトマイスターに率いられていた。シヒトマイスターは活動報告をシヒトブーフに綴じ込んだ。21世紀初め時点で現存している最も古いシヒトブーフ（シヒト 8）は、1715年に作成されたものであった。
最後のマルク伯の死後、1609年にブランデンブルク選帝侯領となったが、これはその後プロイセン王国に併合された。リネン織り職人のツンフトが1652年に創設された。これにはこの街で手工業に従事する68人のマイスターが加盟した。市は1701年に独自の学校法を制定した。医師で司祭のフリードリヒ・ベーレンスが1799年にシュヴェールテで初めて天然痘の予防接種を行った。火災の危険があるため、1818年に藁葺き屋根や板葺き屋根の家を建設することが禁じられた。
化学者フリードリヒ・テオドール・フライトマンが1869年にニッケル精錬所を建設し、1871年に初めてニッケル硬貨が造られた。フリートマンは1877年にニッケルを変形し、溶接する技術を発明した。シュヴェールテ・ニッケル精錬所は第一次世界大戦まで最も近代的な精錬所であった。この精錬所は1902年に VDN と改名した。
1920年4月3日から4日、カップ一揆によりこの街は共産主義者によって占領された。ヘルデ郡は1929年に廃止され、シュヴェールテ市とアムト・ヴェストホーフェンはイーザーローン郡に移管された。
1933年のナチ党の権力掌握は、シュヴェールテでは松明行進で祝われた。その4年後にアドルフ・ヒトラーがドイツ巡行の途中でシュヴェールテに立ち寄った時には熱狂的に歓迎された。1938年11月9日のユダヤ人排斥運動（水晶の夜）にシナゴーグは毀損された。
1940年6月、最初の焼夷弾がシュヴェールテに投下された。駅はイギリス爆撃部隊のルール地方における主要攻撃目標の1つであった。
1943年のイギリス軍爆撃機によるメーネタール堰の堰堤に対する爆撃と破壊によりルールタールを恐ろしい津波が駆け抜け、それまで経験したことのない洪水によって1600人以上の犠牲者が出た。1944年5月31日にシュヴェールテに最も激しい空爆が行われた。アメリカ軍爆撃機がガイゼッケの操車場を攻撃したのであった。これにより217人が死亡した。1944年4月6日にブーヘンヴァルト強制収容所の分所としてシュヴェールテ強制収容所が設けられた。この収容所は1922年に開業した鉄道修理工場の近くにあり、電気柵と常設の監視塔によって警備されていた。収容者は工場の壁に開けられた通路を通って鉄道修理工場に連れて行かれ、ここでの労働を強いられた。1945年にこの収容所が廃止されるまでに700人近くの収容者がいたと考えられているが、精確な記録は残されていない。閉鎖の際に約200人の収容者がブーヘンヴァルト強制収容所に戻された。1945年4月12日にアメリカ軍がシュヴェールテ市を制圧した。同年6月にイギリス軍がこれを引き継いだ。
1975年1月1日に発効した自治体法に基づき、旧シュヴェールテ/ルール市とブーフホルツ地区を除くヴェストホーフェン市、それに町村のエルグステ、ガイゼッケ、ヴィリグストおよびヴァントホーフェン、さらにホルツェンおよびリヒテンドルフのそれぞれ一部が合併して新たなシュヴェールテ市が成立した。シュヴェールテはイーザーローン郡から分離され、ウナ郡に編入された。
ノルトライン＝ヴェストファーレン州で最初に成功した住民請求が、1993年に市が決定したエルゼバート（プール）の閉鎖に反対するものであった。この住民請求は1994年に、このプールが市民プール「エルゼタール」として再開される（1998年）ための道を切り拓いたのであった。
1997年にシュヴェールテは建都600年祭を祝った。その6年後に本市はヴェストファーレン・ハンザに（再び）加盟した。2006年6月11日に、「全水面を全天候型プールとするレジャープールの保存」を問うシュヴェールテで最初の住民投票が行われた。過半数がプールの保存に反対した。しかし投票率が低かったため、この住民投票は棄却された。
2008年5月、市の予算は財政難のため管轄するウナ郡の承認を得られなかった。このため、緊急予算による厳しい緊縮財政を強いられた。シュヴェールテの市議会は、2009年2月、長年にわたって採算がとれていなかった全天候型レジャープールの閉鎖を決議した。これに先立ち、市の様々な立場から何年にもわたる議論がなされた。プールは2009年12月30日に閉鎖された。
2012年4月からシュヴェールテは、「ハンゼンシュタット・アン・デア・ルール」（ルール川河畔のハンザ都市）という添え名を有している。2012年6月26日から街の入り口のすべての標識にこの文言が記されている。シュヴェールテは2012年6月30日にリューネブルクで、国際ハンザ同盟の100番目のドイツ都市となった。
2015年1月に市議会は、ノルトライン＝ヴェストファーレン州首相ハンネローレ・クラフトをはじめとする批判があったにもかかわらず、ブーヘンヴァルト強制収容所の旧分所の敷地に戦後に建てられたバラックに21人の難民を受け容れることを決議した。

### 建築上の発展
- 1359年: シュヴェールテの城吏エンゲルベルト・ゾッベが聖霊病院を設立した。
- 1508年: 聖ヴィクトール教会にゴシック様式の内陣が拡張された。金の祭壇は1523年に設置された。
- 1547年: 旧市庁舎建設の礎石が設置された。この建物には1933年からルールタール博物館が入居している。
- 1796年: ノルトヴァル（直訳: 北の土塁）のユダヤ人墓地が初めて記録された。
- 1801年: 市内に穀物市場が設けられた。
- 1811年: マルクト広場と市門とを結ぶ全ての道が舗装された。
- 1853年: シュヴェールテ貯蓄銀行が設立された。
- 1867年: シュヴェールテは鉄道で結ばれた（ハーゲン - ウナ線）。
- 1914年: 新市庁舎が完成した。
- 1920年: 新たに建設された鉄道修理工場の労働者用住宅地としてシュヴェールテ＝オストのクラインベルク住宅地の建設が始まった。この住宅地は1935年に完成した。
- 1946年: 新たに建設されたルール川の橋が開通した。
- 1961年: 連邦アウトバーン A1号線の一部、ハーゲンとカーメンとの区間が完成した。これによりシュヴェールテはアウトバーンのインターチェンジを有することとなった。
- 1996年: 連邦アウトバーン A1号線の6車線拡幅工事が開始された。
- 2002年: 新しい歩行者専用区域が完成した。
- 2003年: 旧ロールマイステライに市民・文化センターが完成した。

## 住民

### 人口推移

シュヴェールテの人口推移

Zensus 2011 の人口調査の結果、本市の人口は46,743人であったが、シュヴェールテ市の調査によれば人口は 47,901人と 1,158人多かった。シュヴェールテ市はウナ郡の他の5市町村とともに Zensus に対して訴訟を起こした。この訴訟は2017年現在係争中であり、結果は見られていない。

### 人口統計
Wegweiser-Kommune が公開している人口統計、社会統合、社会学分野のデータによれば、シュヴェールテの数値は以下の通りである（いずれも2019年現在）。
- 18歳未満の比率: 15.5 %
- 65歳以上の比率: 23.9 %
- 失業率（労働人口（15歳から64歳）に占める失業者の割合）: 4.3 %

## 行政

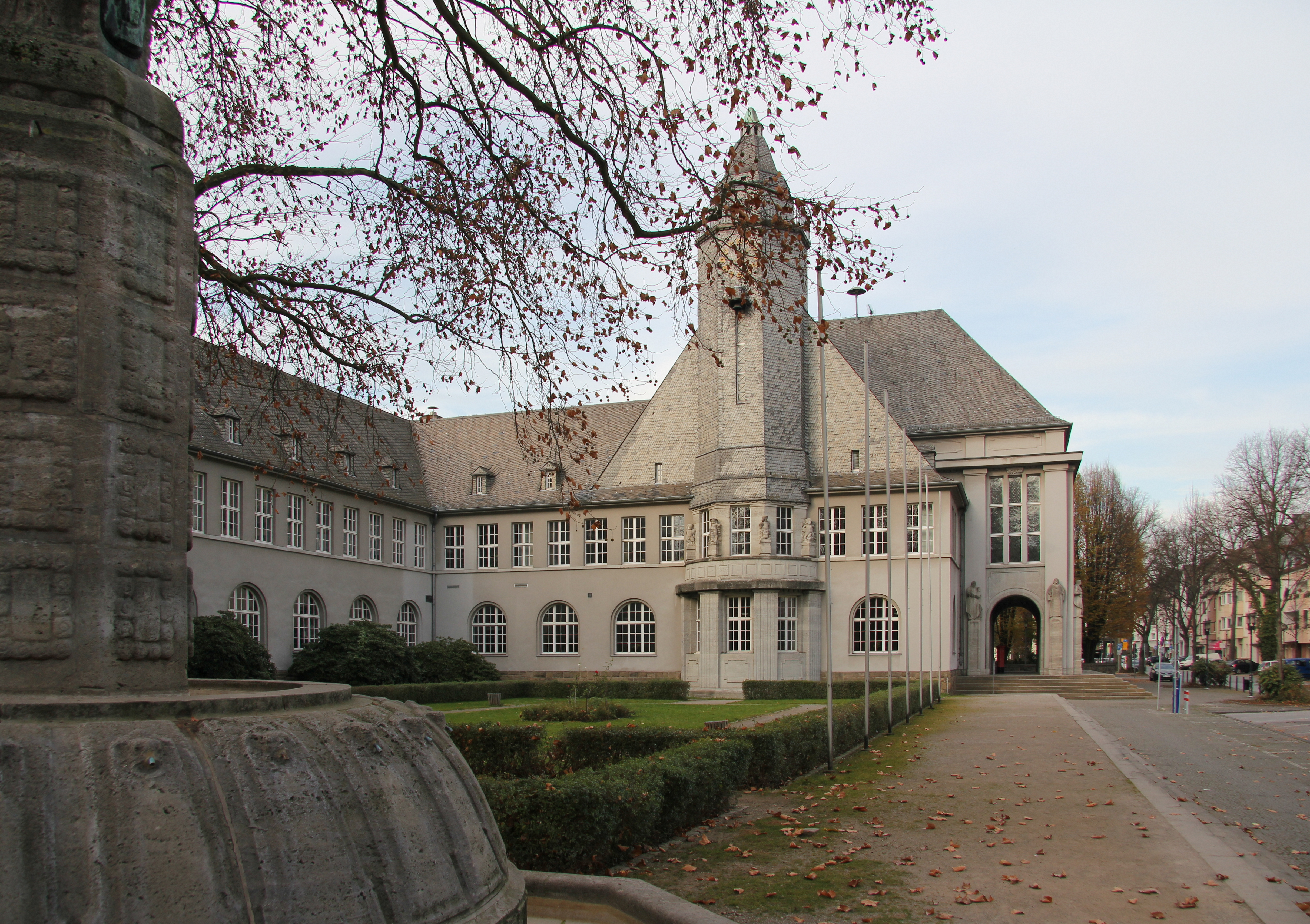
シュヴェルテ市庁舎

### 市議会
市の最も重要な政治組織が、市長が率い自治体の行政事務や基本方針を決定する市議会である。

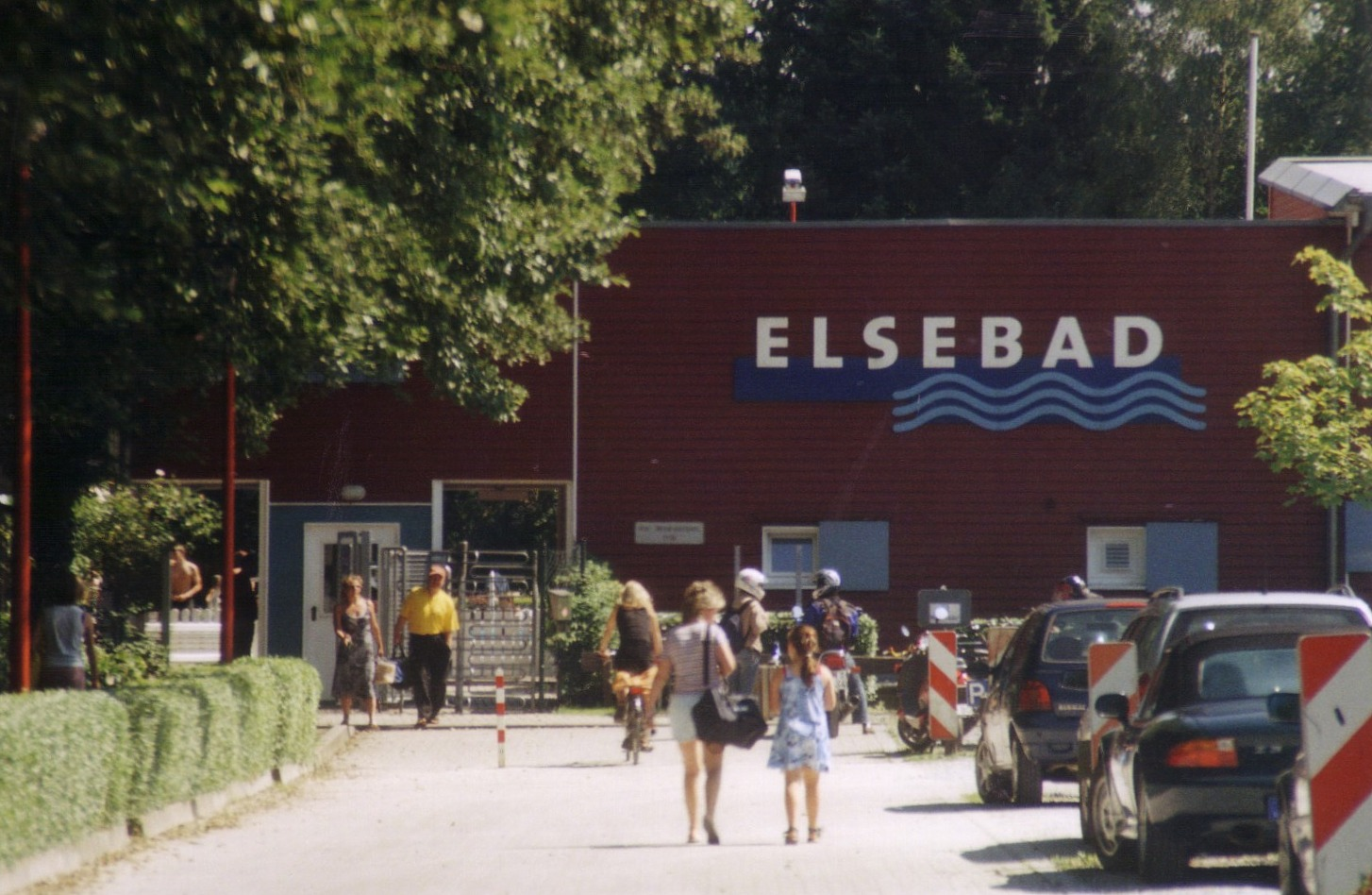
エルゼバート

シュヴェールテの市議会は44議席からなる。

### 住民請求
政治の分野でこの街は、ノルトライン＝ヴェストファーレン州で初めて住民請求が成功した街として名高い。シュヴェールテ市がエルグステ地区の屋外プール「エルゼバート」を閉鎖したため、1994年から1995年に住民請求が行われ、後にプールが再開されたのである。このプールは1998年からボランティアによって運営されており、「ビュルガーバート」（直訳: 市民プール）とも呼ばれるこのプールの歴史は市民参加と結びついている。

### 首長
ディミトリオス・アクスールゴス (SPD) は、2018年3月4日に市長に選出された。その前任の市長はハインリヒ・ベッケリュール (CDU) が2017年10月15日まで市長を務めていた。彼は2014年5月25日の選挙で4期目の当選を果たしたが、2017年9月16日にノルトライン＝ヴェストファーレン州の自治体会計監査局の局長となり、市長を辞することを表明した。

### 紋章
図柄: 赤地に、下向き斜め十字に組み合わされた2本の銀の剣 (ドイツ語: Schwerter)。これは地名 (Schwerte) に基づく図柄である。

### 姉妹都市
シュヴェールテの姉妹都市は以下の通り。
- アルアーニュ（フランス語版、英語版）（フランス、パ＝ド＝カレー県）1974年、エルグステと締結
- ベテューヌ（フランス、パ＝ド＝カレー県）
- カーヴァ・デ・ティッレーニ（イタリア、カンパニア州）1984年
- ヘイスティングス（イギリス、イースト・サセックス）1982年
- Labuissière（フランス、パ＝ド＝カレー県、ブリュエ＝ラ＝ビュイシエールの一部）ヴェストホーフェンと締結
- レッパヴィルタ（フィンランド語版、英語版）（フィンランド、北サヴォ県）1992年
- ノヴィ・ソンチ（ポーランド、マウォポルスカ県）1984年（2020年5月から停止されている）
- ピャチゴルスク（ロシア、スタヴロポリ地方）1992年
- ヴィオレーヌ（フランス語版、英語版）（フランス、パ＝ド＝カレー県）ヴァントホーフェンと締結

2020年の国際反ホモフォビア・トランスフォビア・バイフォビアの日に、「LGBT-イデオロギー・フリー」の地域であると宣言したノヴィ・ソンチとの姉妹都市関係は、2020年に停止された。

## 文化と見所

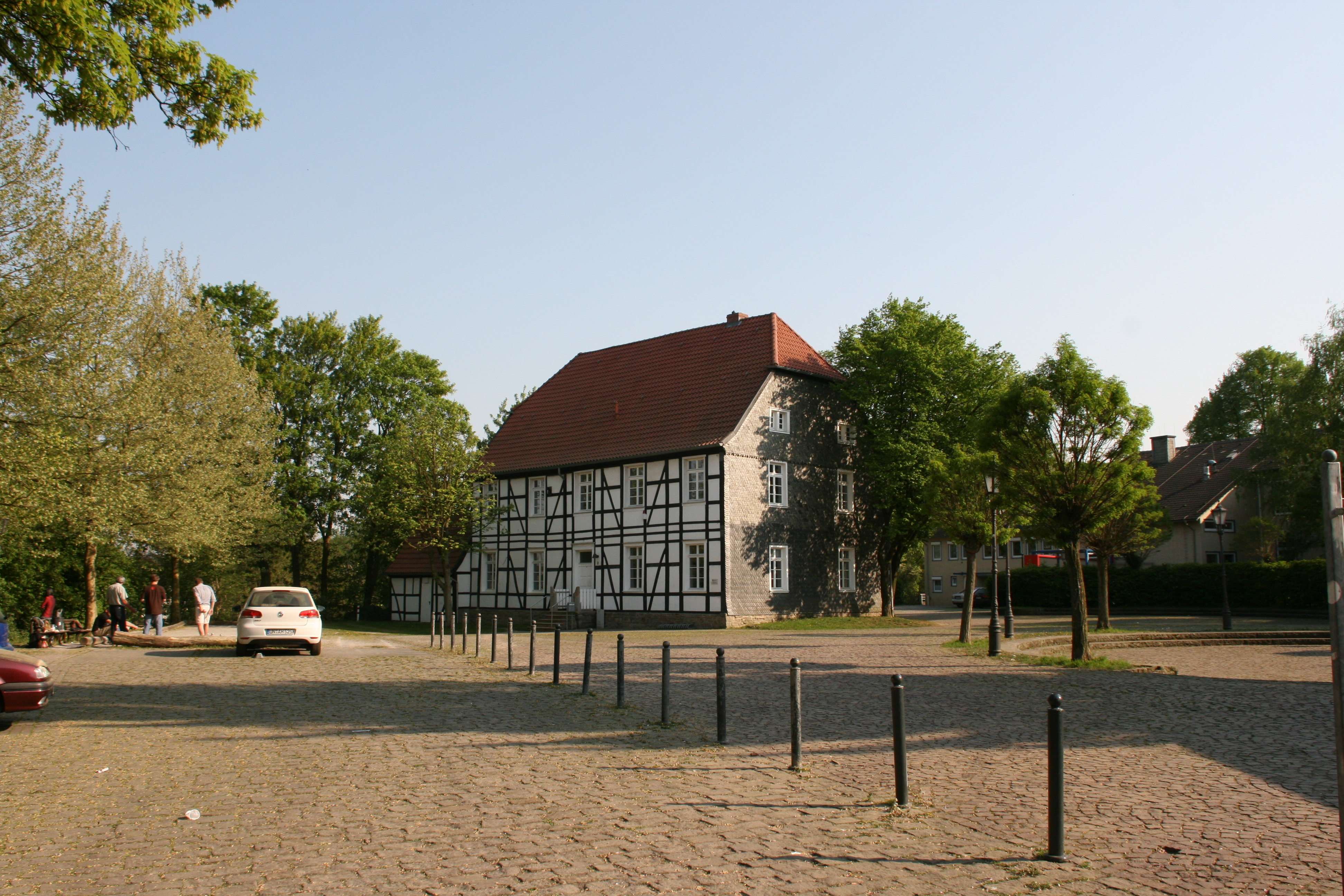
ヴッケンホーフ

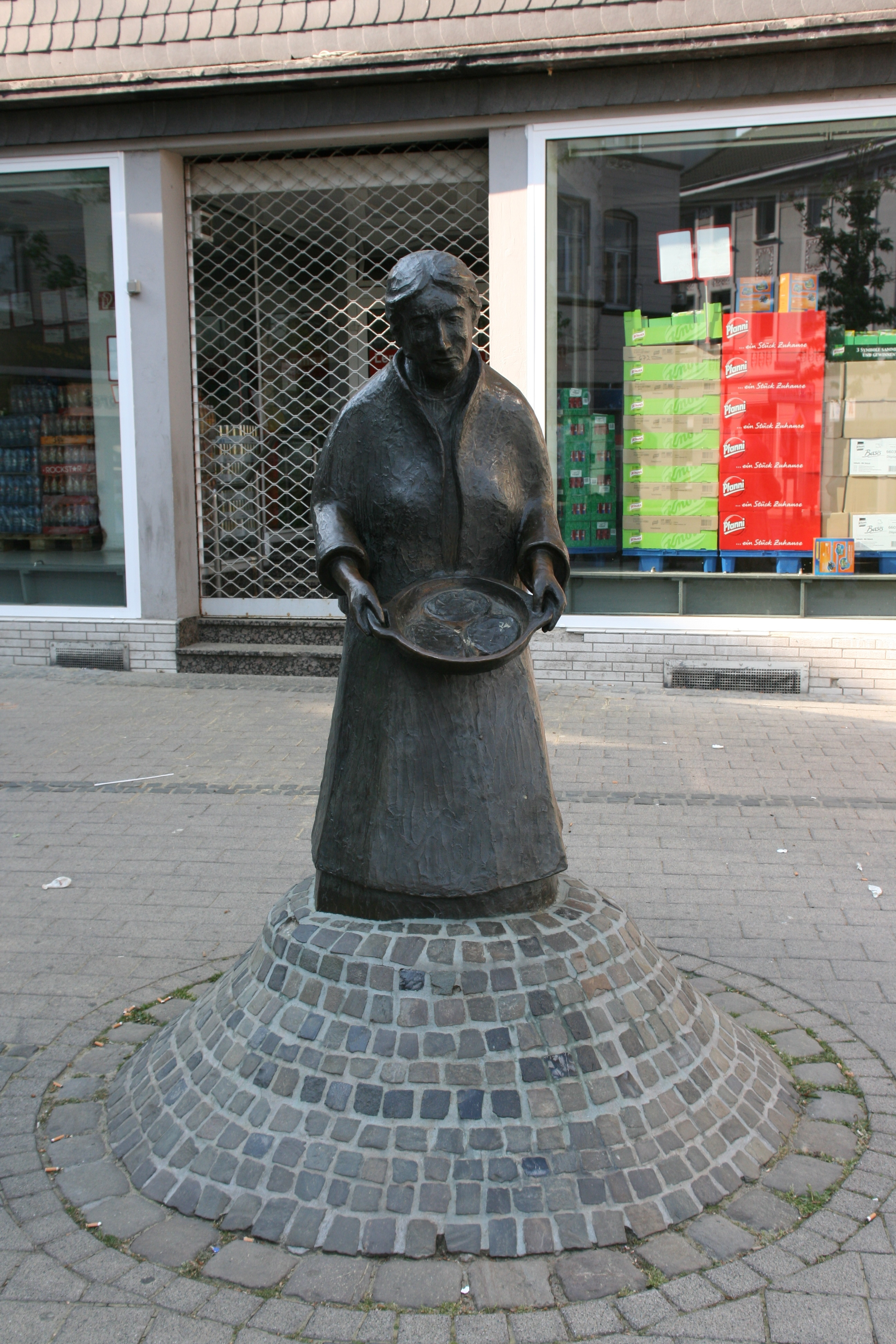
パネカウケンフラウ

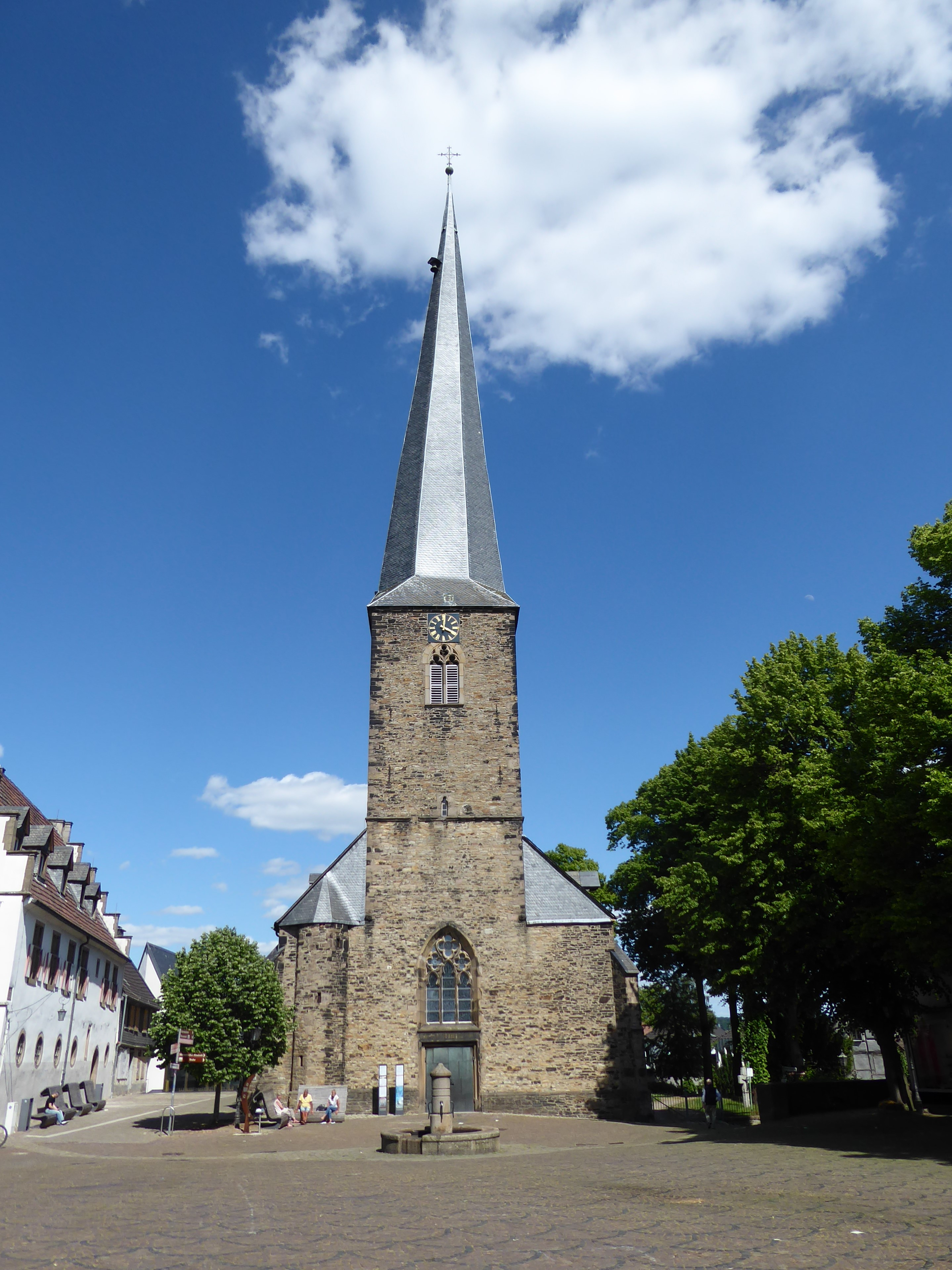
聖ヴィクトール教会

### 建築
- ヴッケンホーフ、16世紀建造[19]
- ラウベンハレを有する後期ゴシック様式の旧市庁舎（現在はルールタール博物館）[20]
- ロールマイステライ[21]
- 1914年建造の新市庁舎
- ホール建築フライシュッツ（レストラン）

#### カルヴィーン＝ハウス
カルヴィーン＝ハウスは14世紀に市のワインハウスとして建設された、1656年からは改革派教会が「小教会」として利用した。この建物は1945年に空爆の犠牲となった。1955年に再建された後、改築/修復がなされ、福音主義教会の事務所として利用されている。

#### パネカウケンフラウ
カーヴァ・デ・ティッレーニ広場のパネカウケンフラウの記念碑は、シュヴェールテの街の伝説を伝えている。ある時、飢饉のためにシュヴェールテの人々はやせた土地で栽培できるジャガイモを育てるしか選択肢がなくなった。シュヴェールテの女性がジャガイモを摺りおろして油で揚げるというアイデアを思いついた。この料理がパネカウケン（現在のライベクーヘン）となった。この伝説からこの街の低地ドイツ語のニックネームである「Pannekauken-Schweierte」が生まれた。

#### マリエン教会
カトリックの聖マリエン教会は三廊式バシリカである。この教会は、現在のヒュージング通りにあった古い教会が工業化に伴う人口増加により手狭となったために、1903年/1904年にパーダーボルンの聖堂建設責任者フランツ・ミュンデラインの設計に基づきネオロマネスク様式で建設された。1964年に西側に増築がなされ、拡張された。

#### 聖ヴィクトール教会
聖ヴィクトール教会は15世紀に三廊式ゴシック様式のハレンキルヒェの現在の姿になったが、その創設は11世紀にまで遡る。北側の外壁には、この頃の緑がかったゾーストの砂岩で造られたアーチの断片が見られる。この教会には1523年製のアントウェルペン様式の有翼祭壇、一部だけが保存されている1518年製の七つの悲しみの祭壇、ヴェストファーレンで現存する最も古い壁絵の1つに数えられる1310年の磔刑図に制作されたフレスコがある。傑出しているのは、この教会の極めて優れた音響である。楽器や歌声が温かく、特に倍音が豊かに響く。この教会は市場の日（水曜日と土曜日）の全然中に開いており、的的にマルクトムジーク（市場の音楽）が上演される。この他にも多くの週末にコンサートが開催され、この街の音楽生活を豊かにしている。しかし聖ヴィクトール教会の本当のトレードマークは傾いた屋根を持つ伝説の塔である。

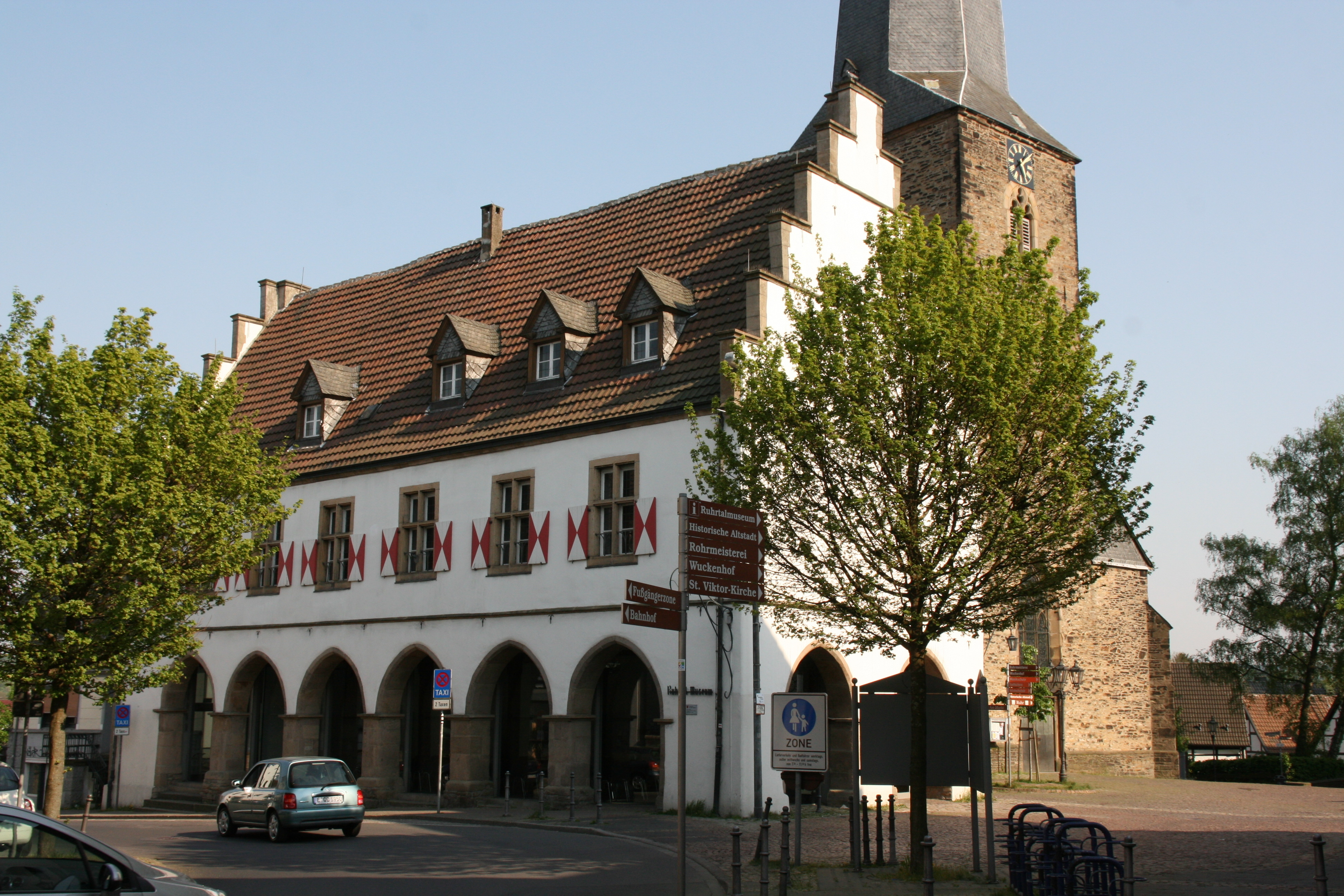
ルールタール博物館（旧市庁舎）
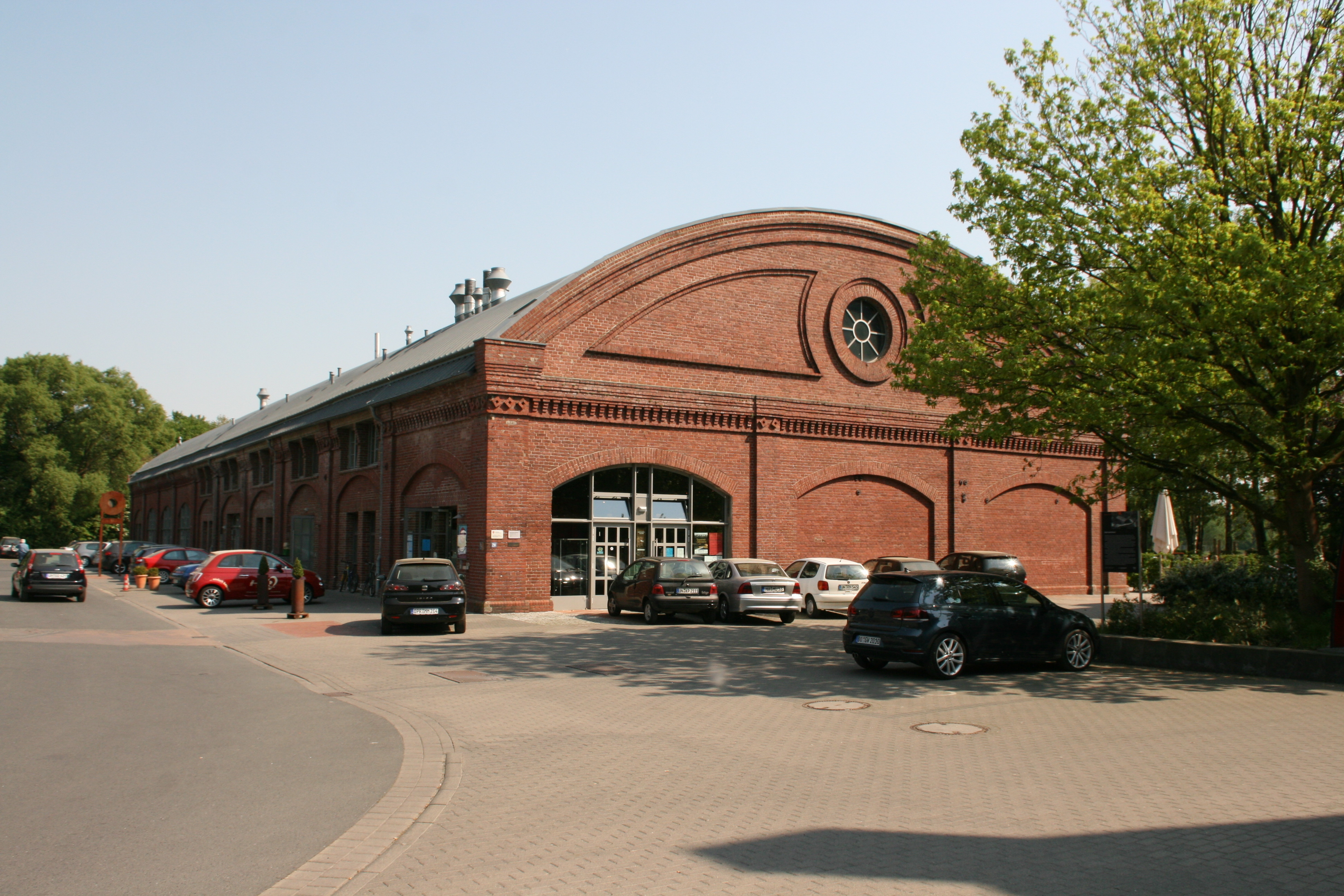
ロールマイステライ
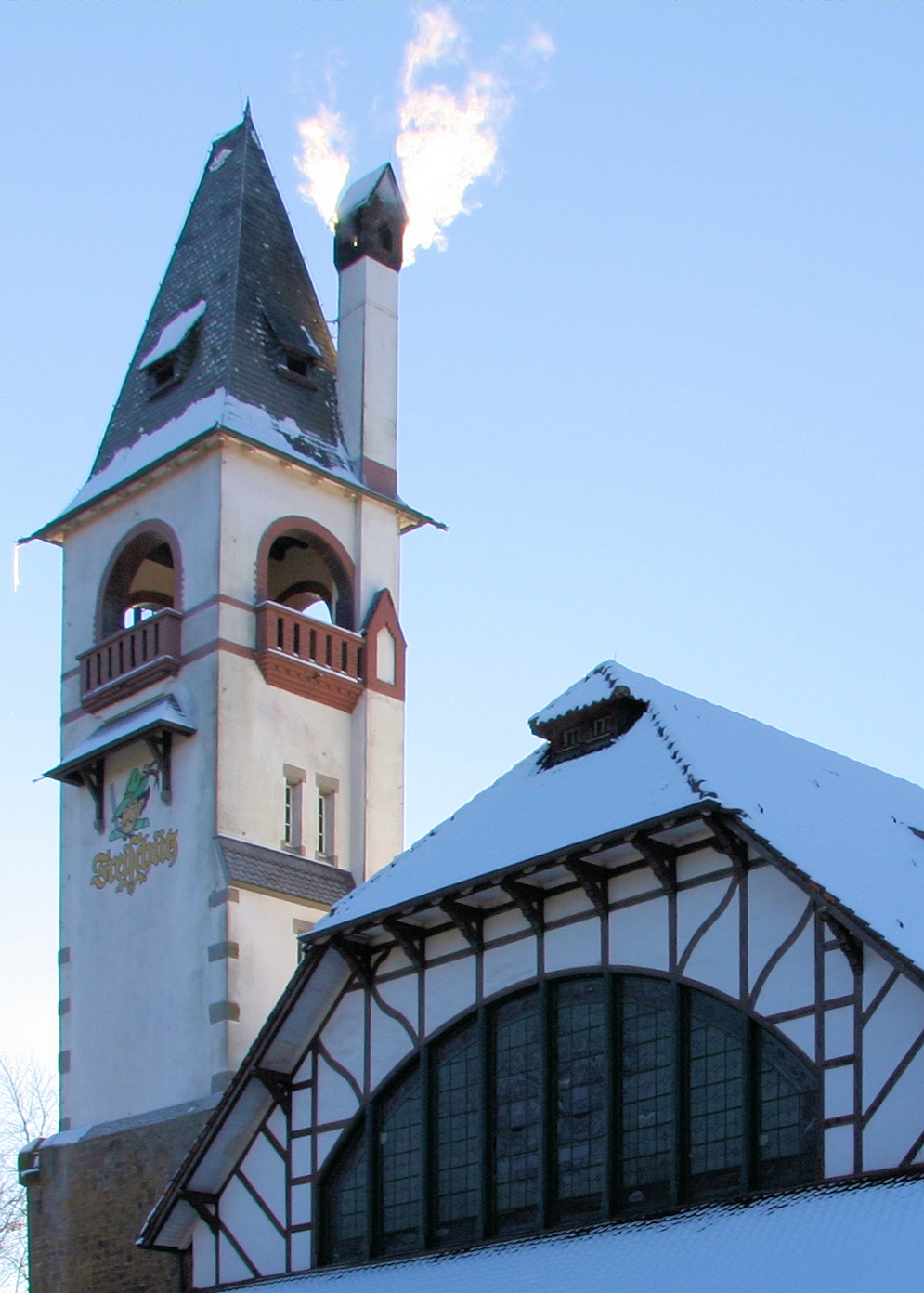
フライシュッツ
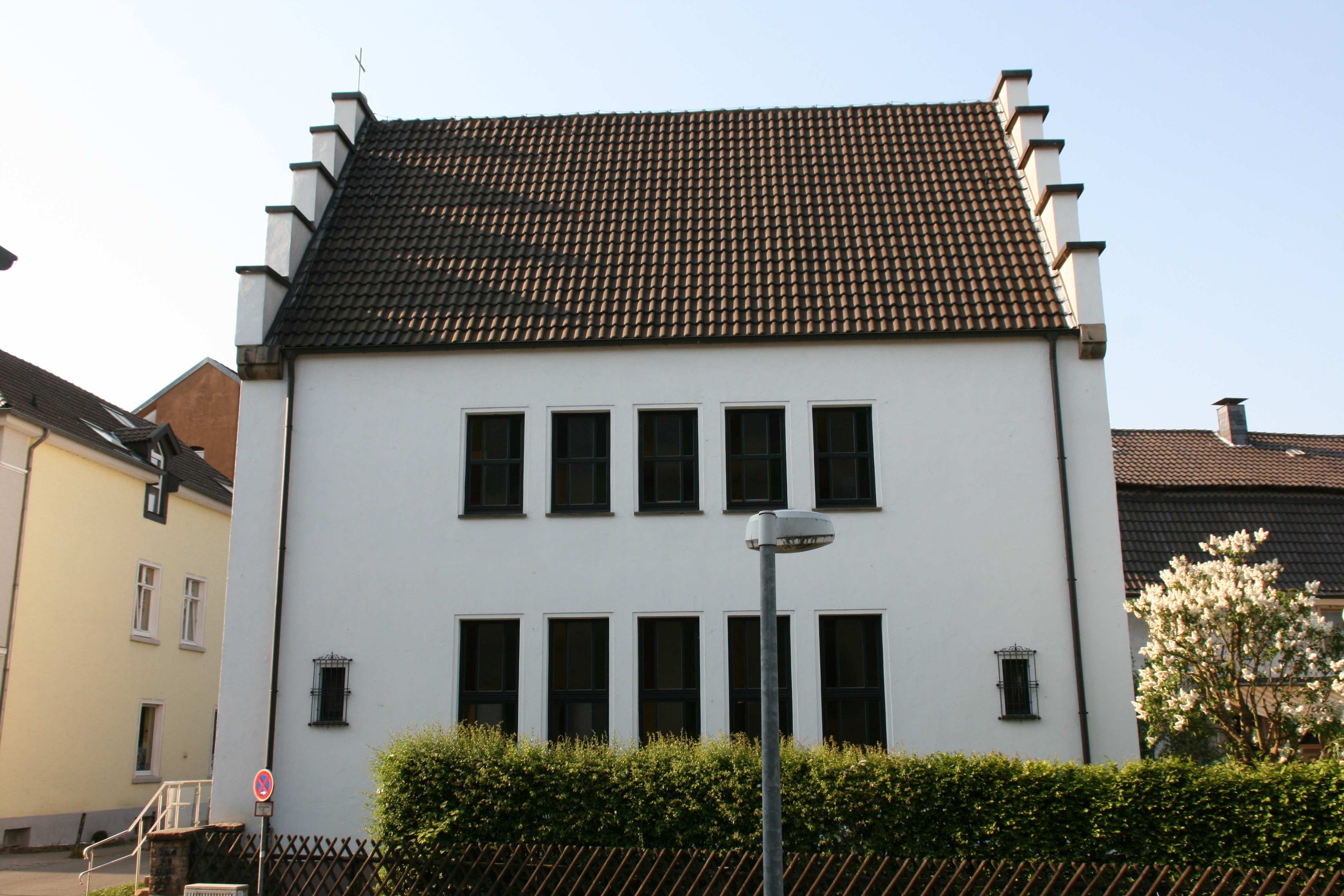
カルヴィーン＝ハウス
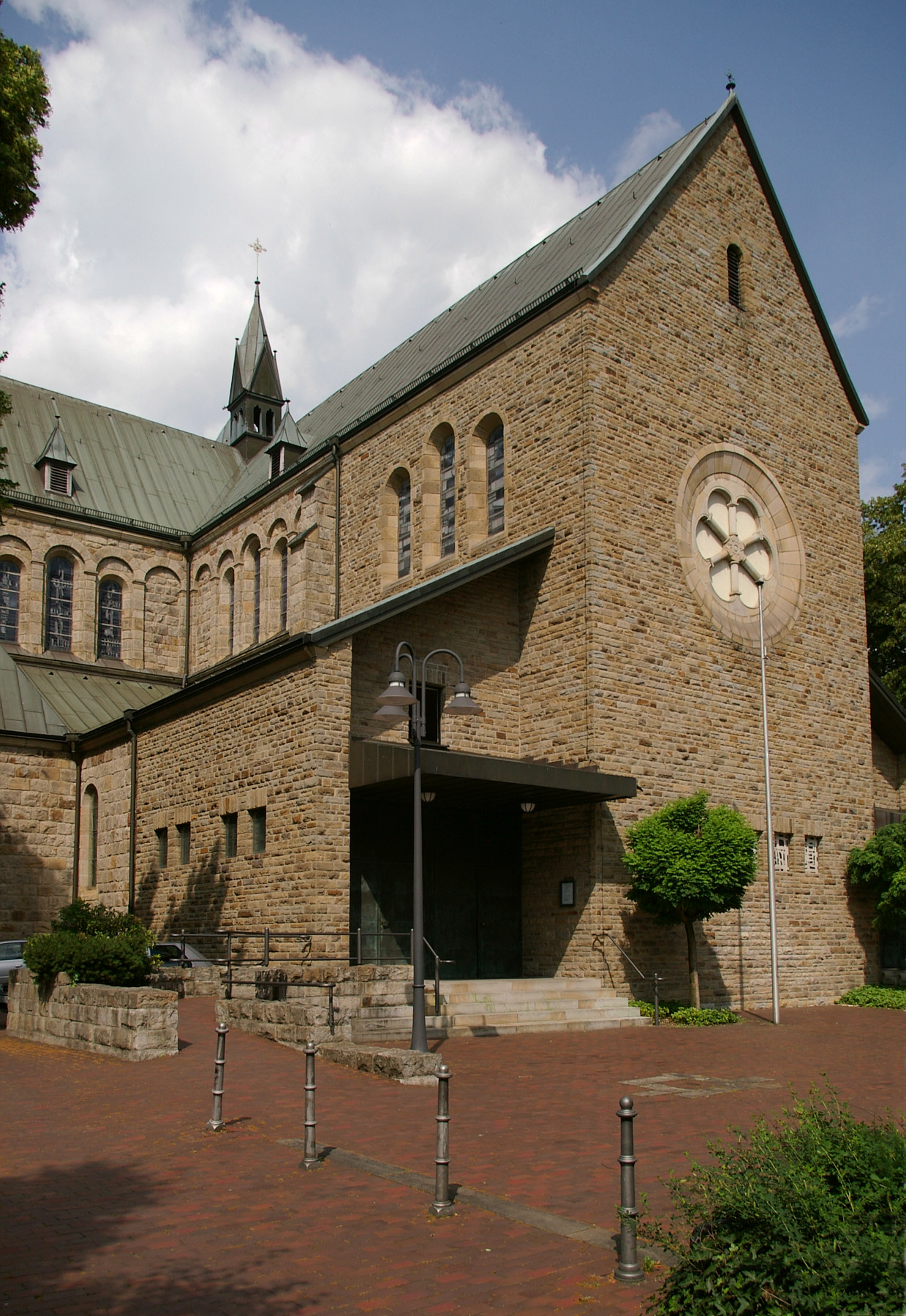
聖マリエン教会

### 文化
シュヴェールテ芸術協会 e.V. は、クラウス・バリー、エミール・シューマッハー、アントニ・タピエス、ローズマリー・トロッケルといった有名な芸術家や、その他の無名な芸術家たちの毎年大規模な展覧会を行っていた。この芸術協会は、2016年2月25日の会員総会で解散を決議した。
毎年8月に国際的なストリートシアターおよびストリートアニメーションフェスティバル「ヴェルトテアター・デア・シュトラーセ」（直訳: 街頭の世界劇場）が開催される。このイベントは、約2万人の観客が訪れる国際ストリートシアターのヨーロッパ最大級のステージである。
1990年以降シュヴェールテでは文化振興公益団体「フェライン・クンターブント e.V.」が活動している。会員数約200人のこの団体は、創設時から、この街の文化生活の確固たる構成要素となっている。アイントラハト通りのフリードリヒ＝カイザー＝シューレの地下室では、毎年30回様々な音楽スタイル（ロック、パンク、ハードコア・パンク）のコンサートが開催される。世界中のアーティストが文化センター「ラッテンロッホ」に招かれる。USA、南アメリカ、ヨーロッパ全土のバンドの他に、かつての学校プールのステージには何年も前からドイツのアンダーグラウンドでの有名バンドが出演している。
作家ミヒャエル・ツェラーが、公式な「街の作家」として1999年から1年版の間シュヴェールテに住んだ。この時期の成果が、日常の出会いを描いた作品「Mein schöner Ort」（直訳: 私の美しい場所）である。この作品は完全に詩の形式で書かれている。

## 経済と社会資本
シュヴェールテは、ウナ郡の中で住民1人あたりの平均一次収入が高い町の1つである。2018年の可処分所得を州内で比較すると、ノルトライン＝ヴェストファーレン州の396市町村中102位にランクされる。シュヴェールテはドイツの収入の多い市町村に属す。

### 交通
シュヴェールテは、連邦アウトバーン A1号線（ザールブリュッケン - リューベック、シュヴェールテ・インターチェンジ）あるいは A45号線（ハーナウ - ドルトムント、シュヴェールテ＝エルグステ・インターチェンジ）でアウトバーンに接続している。A1号線とA45号線は、ヴェストホーフェン・ジャンクションで交差している。
シュヴェールテを以下の連邦道 (B) や州道 (L) が通っている。
- B236号線: オルフェンで B235号線から分岐し、ここを起点とする。この道路はゼルム、リューネン、ドルトムントを通ってイーザーローン＝レトマーテに至る。南の終点はヘッセン州のミュンヒハウゼンである。
- L648号線: ドルトムントのゾンマーベルク市区のL672号線を起点とする。この道路はシュヴェールテとヴィリグストを通り、イーザーローンに至る。
- L662号線: ゼルデのL821号線を起点とする。北からゼルダーホルツとリヒテンドルフを通り、市の中心部の東に位置するL673号線を終点とする。
- L672号線: ドルトムント中心部を起点とする。ドルトムントのヘルデ市区、ベニヒホーフェン市区、ホルツェン市区を通り、ヴェストホーフェンのL673号線を終点とする。
- L673号線: 市境のすぐ外側、ハーゲン市に属すL675号線を起点とする。ルール川の北側をヴェストホフェンやシュヴェールテを東西に通り、フレンデンベルクに至る。ヴィッケーデを横切った後、エンゼのブレーメン地区でB516号線に接続する。
- L675号線: ハーゲン＝ベーレ方面から来る。この道路はエルグステ地区のB236号線を終点とする。
- L676号線: ヴィリグストでL648号線から分岐してスタートする。イーザーローンのヘネン地区を通り、その西側でB233号線に接続する。
- L677号線: ドルトムント空港に向かい合うL821号線から始まる。この道路はホルツヴィッケデを南北に貫いている。ガイゼッケを通って、最後はイーザーローンのライネン地区でL676号線に接続する。

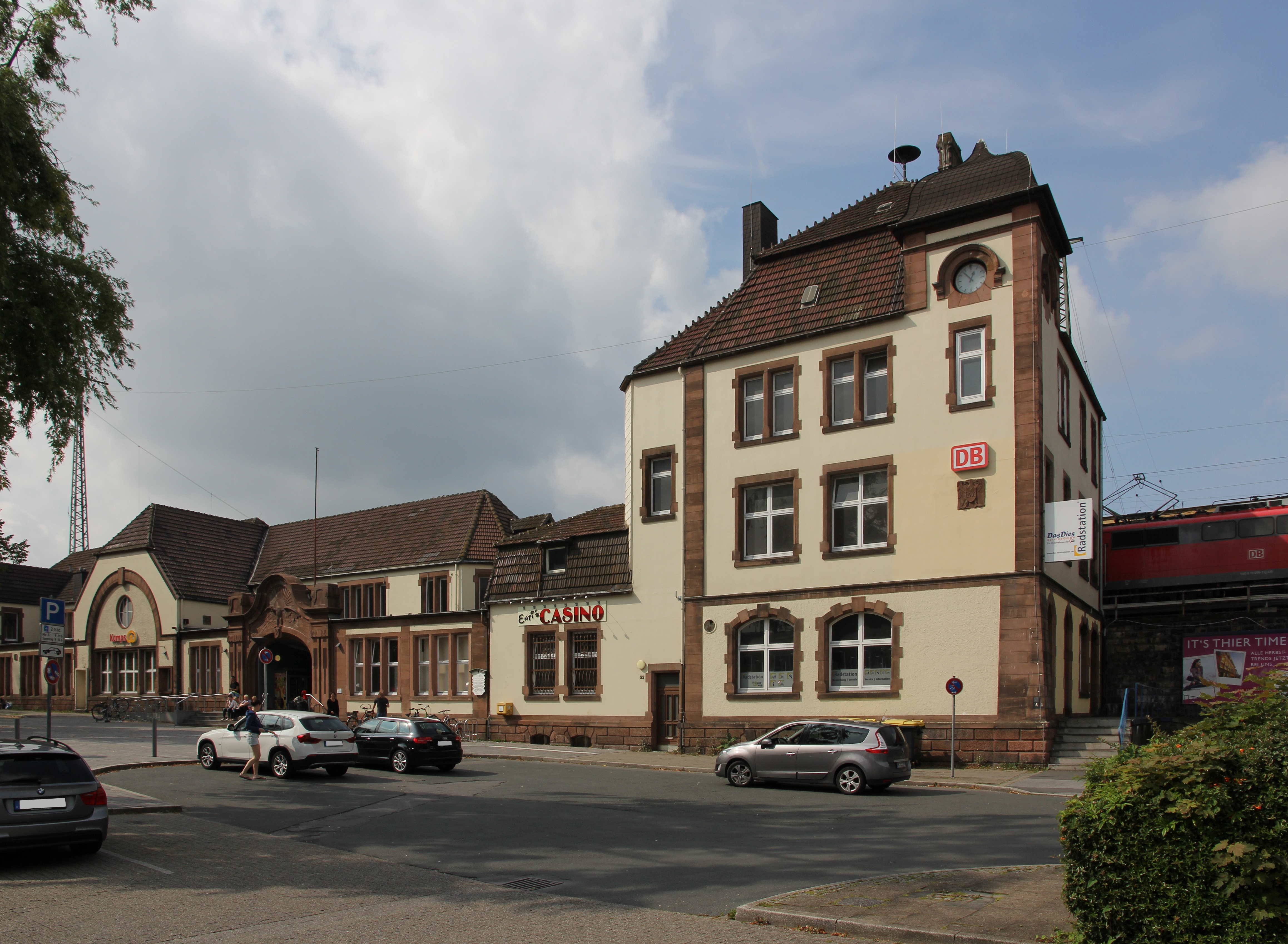
シュヴェールテ (ルール) 駅

シュヴェールテ(ルール)駅は、旅客運行にとっても貨物運行にとっても交通の結節点であり、操車場を備えている。ここからハーゲン、ドルトムント、ハム、イーザーローン、ヴァールブルク方面に路線が延びている（オーベーレ・ルールタール鉄道）。遠距離列車は現在シュヴェールテに停車しない。しかしかつて、20世紀には事情が異なっていた。当時は鉄道結節点としての機能や、シュヴェールテ＝オストの鉄道修理工場を背景に、当時ドイツ連邦鉄道にとってこの街は重要な役割を担っていた。このためドイツ鉄道は2011年にシュヴェールテの市当局や鉄道愛好会の要請に基づき、ICEに「シュヴェールテ」の名前をつけた。この年は、シュヴェールテが鉄道網に接続することが決定してから150周年にあたった。2014年、シュヴェールテ＝オステの一般公開を含む「シュヴェールテ鉄道工場100周年」が祝われた。これは1世紀前にこの工場の礎石が設置されたことを祝うものであった。

#### バス交通
路線バスの大部分は、2005年まではメルキシェ交通共同体 (MVG) によって運営されていた。MVGの撤退後、2005年1月9日の時刻表改定で路線バス交通は主にウナ郡交通共同体 (VKU) によって運営されることとなった。イーザーローン＝レトマテからシュヴェールテ＝エルグステへの路線はMVGが、シュヴェールテからイーザーローへの路線はルール＝ジーク・バス交通 (BRS) が、シュヴェールテからハーゲンへの路線はラインラント・バス交通 (BVR) が運営している。
3本の市バス路線 (C31-C33) はシュヴェールテ駅と様々な市区とを結んでいる。
- C31: シュヴェールテからドルトムント＝ホルツェン
- C32: シュヴェールテからエルグステ
- C33: シュヴェールテからベルギシェ通りを通って市の中心部に戻る環状線

2本の地方バス路線 (R30, R50) がシュヴェールテ駅と隣接する街とを結んでいる。
- R30: シュヴェールテからイーザーローン
- R50: シュヴェールテからホルツヴィッケデ

2本の夜行バス路線 (N31, N32) がシュヴェールテ駅と周辺市区とを結んでいる。
- N31: シュヴェールテとガイゼッケ
- M32: シュヴェールテとエルグステ

朝限定の直通バス路線 (D86) がシュヴェールテとウナ郡の他の都市とを結んでいる。
- D86: シュヴェールテとウナ、カーメン、ベルクカーメン、ヴェルネを結ぶ。終点のバス停はヴェルネのAmazon配送センターである。

シュヴェールテには3本のタクシーバス路線（デマンド型交通、T31, T38, T39）があり、シュヴェールテといくつかの市区や都市とを結んでいる。利用は30分以上前に予約する必要がある。
- T31: シュヴェールテとハイデ通りとを結ぶ。
- T38: シュヴェールテとドルトムント＝ゾンマーベルク（シューレン）とを結ぶ。
- T39: シュヴェールテとドルトムント＝ゾンマーベルク（シューレン）とを結ぶ。

その他の路線 (207, 208)
- 207: ハイデシューレとシュヴェールテとを結ぶ。
- 208: エルグステとシュヴェールテとを結ぶ。

この他に、ドルトムント都市施設局あるいはラインラント・バス交通が運営する路線 (430, 435, 594) がある。
- 430: ドルトムント＝ヘルデとシュヴェールテ駅とを結ぶ。
- 435: ドルトムント＝ヘルデとシュヴェールテ駅とを結ぶ。
- 594: ハーゲンとシュヴェールテ駅とを結ぶ。

さらにシュヴェールテにはアンルーフザンメルタクシー（AST、デマンド型交通）もある。

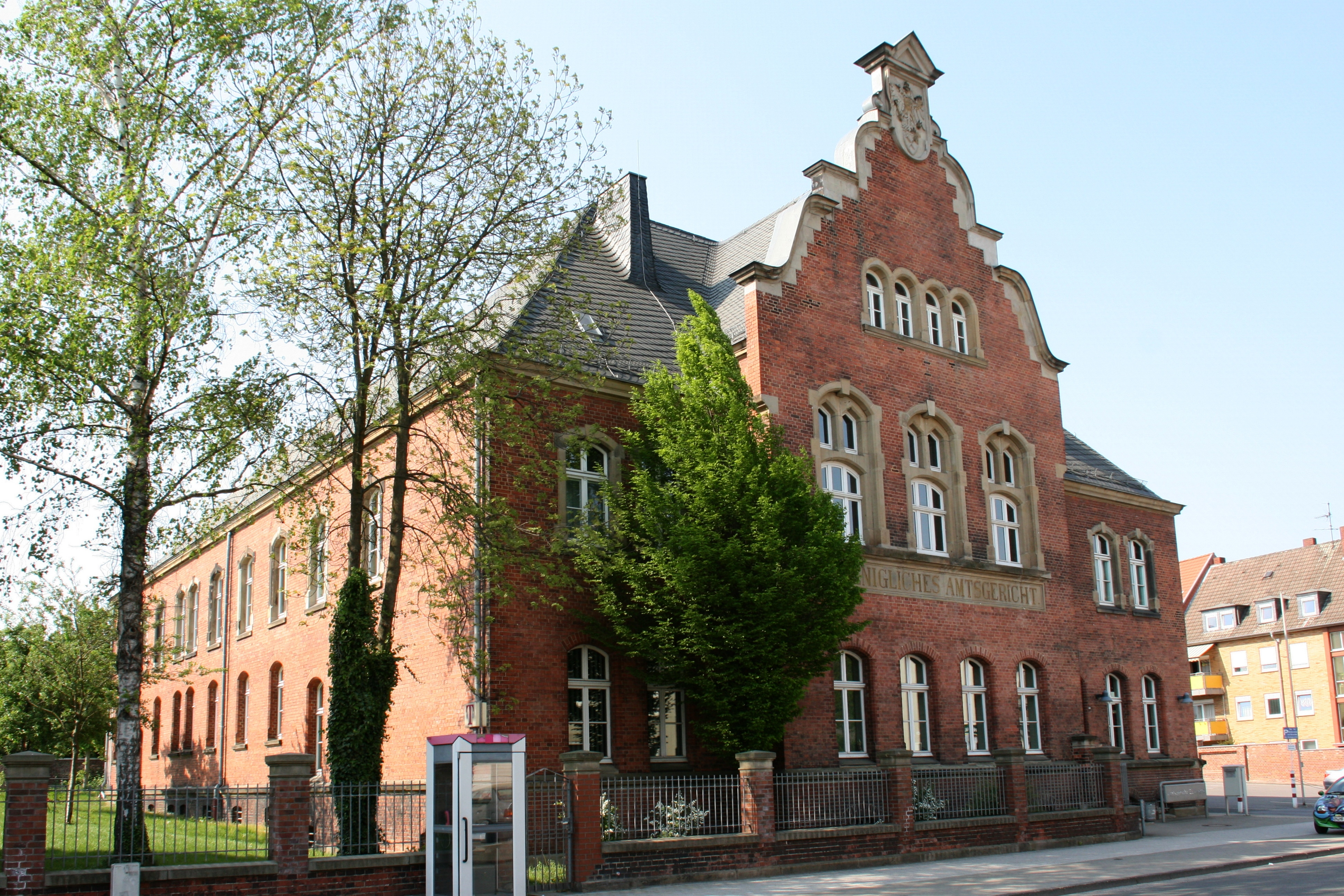
シュヴェールテ区裁判所

### 公共機関
シュヴェールテはこの街を管轄する区裁判所の所在地である。エルグステ地区にはシュヴェールテ刑務所が存在する。

### 地元企業
- Zapp AG
- ドイチェ・ニッケル（従業員数: 240人）
- F.H.パーペンマイアー GmbH & Co. KG（リハビリ機器、特殊ガラス製造）
- ヴァルター・フントハウゼン鋳造所 GmbH（従業員数: 380人）
- ディアグラム・ハルバッハ GmbH & Co. KG（医療器具・実験器具製造、従業員数: 300人）
- ヘッシュ・シュヴェールター・プロフィル（旧ヘッシュ・ホーエンリムブルク GmbH、鋼材加工）
- ブルーメン・リセ本社（植物販売チェーン）
- J.D.ティーレ GmbH & Co. KG（鋼材加工、機械製造、従業員数: 200人）
- Motip Dupli GmbH（塗料メーカー）
- ültje GmbH（食品メーカー）
- Sabo エレクトロニーク GmbH
- WDI ブランクシュタール（鋼材）
- シュタール＝サービス＝センター・ヘーフェルマン & ルーク（鋼材、従業員数: 200人）
- RSA カッティング・システムス GmbH（従業員数: 100人）
- フィッシャー・サイエンティフィック GmbH

### 教育
- ハウス・ヴィリグストはヴェストファーレン福音主義教会の所有であり、ヴィリグスト福音主義学習工房および様々な地方教会事務局の所在となっている。ここでは、教育学と神学の専門・継続教育に関する専門会議が開催されている。さらにここには国際オペラアカデミーもある[28]。
- カトリック・アカデミー・シュヴェールテ（カーディナル＝イェーガー＝ハウス）は、パーダーボルン大司教区（ドイツ語版、英語版）が運営する会議・継続教育センターである。
- 1985年に設立されたハウス・ルール（シュヴェールテ＝ヴァントホーフェン）のルールアカデミーは、コミュニケーションデザイン、フォトデザイン、映画/演出、コンピュータアニメーション、イラストレーション、芸術の民営教育機関である。
- ルールタール＝ギムナジウムは、MINT-EC（数学・自然科学エクセレンス＝センター協会）に加盟している。
- フリードリヒ＝ベーレンス＝ギムナジウム
- シュヴェールテ総合学校
- テオドール＝フライトマン総合学校
- 実科学校2校（アム・ボールガルテン実科学校、アム・シュタットパルク実科学校）が閉鎖された。
- 基礎課程学校7校（アルベルト＝シュヴァイツァー＝シューレ、フリードリヒ＝カイザー＝シューレ、レニングスカンプシューレ、ライヒスホーフ基礎課程学校ヴェストホーフェン、ヴィリグスト基礎課程学校、エルグステ基礎課程学校、ハイデシューレ）
- シュヴェールテ市民大学
- 市立図書館
- ルールタール博物館

## 人物

### 出身者
- エルヴィン・レーゼナー（1902年 - 1946年）ナチス・ドイツの親衛隊大将、警察大将、武装親衛隊大将
- ヴォルフガング・クレフ（1946年 - ）サッカー選手
- ラインハルト・ファビッシュ（1950年 - 2008年）サッカー選手、監督
- ローズマリー・トロッケル（1952年 - ）画家、彫刻家
- ガブリエラ・ヴォルフ（1960年 - ）マラソン選手
- ヴィオレッタ・オプリンガー＝ペータース（ドイツ語版、英語版）（1977年 - ）オーストリアのカヌー選手
- ユリアン・コッホ（ドイツ語版、英語版）（1990年 - ）サッカー選手、指導者
- ラッセ・ゾビーヒ（1991年 - ）サッカー選手

### ゆかりの人物
- エーリヒ・シャンコ（ドイツ語版、英語版）（1919年 - 2005年）サッカー選手。
- デトレフ・レーヴェ（ドイツ語版、英語版）（1939年 - 2008年）カヌー選手。シュヴェールテ・カヌー＝フェライン所属した。
- ヴォルフガング・パウル（ドイツ語版、英語版）（1940年 - ）サッカー選手。ユース時代にVfL シュヴェールテに所属した。
- ヨハネス・ヴァインリヒ（ドイツ語版、英語版）（1947年 - ）テロリスト。シュヴェールテで育ち、学んだ。
- トーマス・クロート（1959年 - ）サッカー選手、代理人。シュヴェールテ在住。

## 関連図書
- Michael Zeller: Mein schöner Ort. ars vivendi Verlag, Cadolzburg 2001.
- Schwerter Lesebuch. Viktor-Verlag, Schwerte 1986.
- Friedhelm Mann: (Schwerte-)Ergste. Ein Dorf am Rande des Lührwaldes. Iserlohn 1996.
- Karl Ewald: Rund um St. Viktor. Viktor-Verlag, Schwerte 1985.
- Lieselotte Nieland: Der Reichshof (Schwerte) Westhofen im Mittelalter. Inaugural-Dissertation. Dortmund 1953.
- Thomas Spohn: Zur Baugeschichte des Schwerter (Alten) Rathauses. Schwerte 1993.
- Uwe Fuhrmann: Unser Schwerte 1960–1965. Wartberg Verlag, 2005.
- Albert Knülle: man nannte ihn den Stadtpoeten von Schwerte. vwi Verlag, Herrsching 1994.
- Karl Ewald: Schwerte – Markt und Stadt im Mittelalter. Viktor-Verlag, Schwerte 1989.
- 600 Jahre Stadtrechte Schwerte. Festschrift zum Stadtjubiläum. Schwerte 1997.
- Wilfried Reininghaus: Die Akten des Schwerter Richters (17./18. Jahrhundert). Stadtarchiv Schwerte Bestand P (Inventare der Nichtstaatlichen Archive Westfalens. N.F. Bd. 12), Münster 1992.
- Schwerter Sagen. Gesammelt von Ulrike Berkenhoff, hrsg. vom Schwerter Oberschicht. Schwerte 1998.
- Willi Wachholz: Das Schrifttum über den Reichshof, die Freiheit, die Stadt und das Amt (Schwerte) Westhofen. Unter bes. Berücksichtigung d. Gesch. Hohensyburgs. (Publikation zur Ortsgeschichte, Bd. 1). Stadtarchiv Schwerte, 1993.
- Gerhard Hallen: Schichte und Nachbarschaften im alten Schwerte. (Publikation zur Ortsgeschichte, Bd. 2). Stadtarchiv Schwerte, 1995.
- Martin Kahl, Willi Wachholz: Das Schrifttum über (Schwerte) Ergste. (Publikation zur Ortsgeschichte, Bd. 3). Stadtarchiv Schwerte, 1996.
- Gerhard Hallen: Johann Christoph Friedrich Bährens. Universalgenie, Esoteriker, Schwerter Stadtrat. (Publikation zur Ortsgeschichte, Bd. 4). Stadtarchiv Schwerte, 1997.
- Norbert Kaufhold: Kriegs-Chronik. Schwerte 1939–1945. (Publikation zur Ortsgeschichte, Bd. 5). Stadtarchiv Schwerte, 1998.
- Schwerte 1397–1997: eine Stadt im mittleren Ruhrtal und ihr Umland. Hrsg. von der Stadt Schwerte. Klartext Verl., Essen 1997, ISBN 3-88474-492-5.
- Alfred Hintz: Schwerte im Bombenkrieg. Schwerte 2000.
- Alfred Hintz: Ohne Meldung unbekannt verzogen: Schwerte unter der NS-Herrschaft. Herausgegeben von Christian Loefke und Roland zu Dortmund e.V. Norderstedt 2009. ISBN 978-3-8370-7484-0.
- Die Möhne-Katastrophe, 17. Mai 1943. Berichte u. Bilder zum 50. Jahrestag unter bes. Berücksichtigung d. Ereignisse i.d. Stadt Schwerte. Hrsg.: Schicht 1. Schwerte 1993.
- Herbert Kluge: Luftbildvergleich Schwerte. Schwerte 1997.
- Nachbarschaften in Schwerte. Vom Schwerter Oberschicht. Schwerte 2004.
- Schwerte in alten Ansichten, 1867–1914. Buchhandlung Schmidt, Schwerte o. J.
- Hundert Jahre Sozialdemokratie in Schwerte. Schwerte 1989.
- Baudenkmäler in Schwerte. Hrsg.: Stadt Schwerte.
- Uwe Fuhrmann: Schwerte, eine Stadt in Bewegung. Wartberg Verlag, 2001, ISBN 3-8313-1093-9.
- Uwe Fuhrmann: Schwerte/Ruhr, wie es früher war. Wartberg Verlag, 2003, ISBN 3-8313-1089-0.
- Schwerte im Herzen. Texte, Bilder und Begegnungen. Klartext Verl., Essen 2000, ISBN 3-88474-872-6.
- Schwerte, Stadt an der Ruhr. Historischer Altstadtspaziergang. Hrsg.: Stadt Schwerte.
- Gerhard Hallen: Aus dem Ruhrtal einst und jetzt. Schwerte 1983.
- Johann D. von Steinen: Westphälische Geschichte, das V. Stück: Historie der Stadt und des Gerichts Schwerte. Lemgo 1755.
- Martina Wirsig: Alte Rathäuser in Rheinland und Westfalen. Duisburg 1992.
- Gerhard Hallen: Die Revolution 1848/49 in Schwerte. Hg. Stadt Schwerte, 1979.
- Paul Ohlig: Die Reformation in Schwerte, Gedenkbuch zur 400-Jahrfeier. Hg. Presbyterium der Ev. Gemeinde Schwerte (Ruhr), o. J.
- Paul Ohlig: Kriegschronik und Heldenbuch der Evangelischen Gemeinde zu Schwerte, 1914–1918. o. J.
- Liselotte Hagenah: Geschichte der Juden in Schwerte. Herausgegeben im Auftrag des Heimatvereins Schwerte e.V. von Josef Wilkes. Viktor Verlag Frank Olszewski. Schwerte 1988. (ohne ISBN)